# Roeselia perangulata
Roeselia perangulata är en fjärilsart som beskrevs av George Francis Hampson 1900. Roeselia perangulata ingår i släktet Roeselia och familjen trågspinnare. Inga underarter finns listade.